# Semaeopus watkinsi
Semaeopus watkinsi là một loài bướm đêm trong họ Geometridae.